# Ludwig von Hofmann-Zeitz

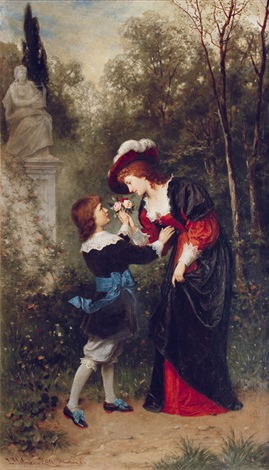
Der adlige Verehrer, 1884

Ludwig von Hofmann-Zeitz (* 11. November 1832 in Zeitz als Ludwig Hofmann; † 28. September 1895 in Heidelberg) war ein deutscher Maler. Er fügte seinem Nachnamen den Geburtsort Zeitz hinzu.

## Leben
Hofmann begann 1847 seinen Zeichenunterricht bei Gustav Jäger an der Akademie in Leipzig. 1862 kam er nach München und wurde Schüler in der „Componirschule“ bei Moritz von Schwind.
Er beschäftigte sich hauptsächlich mit der Genremalerei, war aber auch als Buchillustrator tätig, unter anderem schuf er acht Blätter für Goethes Hermann und Dorothea (Bruckmann Verlag München). Im Auftrage des Königs Ludwig II. entwarf er ein Deckengemälde für Schloss Linderhof. Er wurde von den Wittelsbachern in den Adelsstand erhoben.
1865 schuf er das Bild „Auf hoher Alpe“, das in mehreren Exemplaren überliefert ist (ein Exemplar im Museum Darmstadt).
1887 kam Ludwig von Hofmann-Zeitz nach Darmstadt, wo er Inspektor der Großherzoglichen Galerie wurde.